# David Liberman
Pour les articles homonymes, voir Liberman.
David Liberman, né le 2 octobre 1920, à Buenos Aires et mort le 30 octobre 1983 dans la même ville, est un psychiatre et psychanalyste argentin.

## Biographie
David Liberman naît en 1920 en Argentine, dans une famille de musiciens. Lui-même joue du piano dans l'orchestre de jazz de son père, Sam Liberman, finançant ainsi ses études de médecine. Il découvre la psychanalyse par l'intermédiaire de son ami, León Grinberg. Il travaille dans le service hospitalier d'Enrique Pichon Rivière et soutient sa thèse de médecine, intitulée « Semiología psicosomática », en 1947.

## Activités scientifiques et éditoriales
Il publie en 1962 La comunicación en terapéutica psicoanalista. Son livre le plus connu est Lingüística, interacción comunicativa y proceso psicoanalítico, publié en trois volumes (1971-1972). Il publie ensuite Psicoanálisis y semiótica (1975) et Comunicación y Psicoanálisis (1976). Un livre collectif posthume, Semiótica y psicoanálisis de niños, paraît en 1984.
Il s'intéresse aux liens entre le patient et le thérapeute, liens verbaux et non-verbaux.

## Publications
- Semiología psicosomática, 1947
- La comunicación en terapéutica psicoanalista, 1963
- Lingüística, interacción comunicativa y proceso psicoanalítico, 1971
- Psicoanálisis y semiótica; D. Liberman et D. Maldavsky, 1975
- Semiótica y psicoanálisis de niños, avec R. F. B. de Podetti; I. Miravent et M. Waserman, 1984
- Del cuerpo al símbolo: sobreadaptación y enfermedad psicosomática, avec E. Grassano de Piccolo; S. Neborak de Dimant; L. Pistiner de Cortiñas; P. Roitman de Woscoboinik, 1986